# Fraser (Familienname)
Fraser ist ein im englischen Sprachraum gebräuchlicher Familienname schottischer Herkunft.

## Namensträger

### A
- Alasdair Fraser (* 1955), schottischer Musiker
- Alex Fraser (Fußballspieler) (Alexander Fraser; 1882–1950), schottischer Fußballspieler
- Alex Fraser (Politiker) (Alexander Vaughan Fraser; 1916–1989), kanadischer Militär und Politiker
- Alexander Fraser of Touchfraser and Cowie (um 1256–1332), schottischer Adliger, Lord Chamberlain of Scotland
- Alexander Fraser, 11. Lord Saltoun (1604–1693), schottischer Adliger, Offizier und Politiker
- Alexander Fraser, 13. Lord Saltoun (1684–1748), britischer Adliger
- Alexander Fraser, 14. Lord Saltoun (1710–1751), britischer Adliger
- Alexander Fraser, 16. Lord Saltoun (1758–1793), britischer Adliger
- Alexander Fraser, 17. Lord Saltoun (1785–1853), britischer Adliger, Offizier und Politiker
- Alexander Fraser (Maler, 1786) (Alexander George Fraser; 1786–1865), schottischer Maler
- Alexander Fraser, 18. Lord Saltoun (1820–1886), britischer Adliger, Offizier und Politiker
- Alexander Fraser (Maler, 1827) (1827–1899), schottischer Maler
- Alexander Fraser, 20. Lord Saltoun (1886–1979), britischer Adliger, Offizier und Politiker
- Alexander Campbell Fraser (1819–1914), schottischer Philosoph
- Alexander G. Fraser (1937–2022), britisch-US-amerikanischer Informatiker
- Andrea Fraser (* 1965), US-amerikanische Performancekünstlerin
- Andy Fraser (1952–2015), britischer Musiker
- Anna Fraser (* 1963), kanadische Freestyle-Skierin
- Antonia Fraser (* 1932), englische Schriftstellerin
- Arianne Fraser (* 1978), US-amerikanische Filmproduzentin

### B
- Bernie Fraser (* 1953), neuseeländischer Rugby-Union-Spieler
- Bill Fraser (1908–1987), schottischer Schauspieler
- Blair Fraser (1909–1968), kanadischer Journalist
- Brad Fraser (* 1959), kanadischer Dramatiker
- Brendan Fraser (* 1968), US-amerikanisch-kanadischer Schauspieler
- Brett Fraser (* 1989), Schwimmer von den Cayman Islands
- Brian Michael Fraser Neele (* 1941), brasilianischer Diplomat
- Brooke Fraser (* 1983), neuseeländische Sängerin und Songwriterin
- Bruce Fraser, 1. Baron Fraser of North Cape (1888–1981), britischer Admiral
- Bruce Fraser (Leichtathlet) (* 1946), britischer Hammerwerfer
- Bruce Fraser (Komponist) (Bruce William Fraser; * 1947), britischer Komponist
- Bruce Fraser (Basketballtrainer) (* 1964), US-amerikanischer Basketballtrainer
- Bryan Fraser (* 1991), kanadischer Volleyballspieler

### C
- Charles Fraser (1788–1831), schottisch-australischer Botaniker, siehe Charles Frazer (Botaniker)
- Charles Fraser (Rugbyspieler) (1893–1981), australischer Rugby-League-Spieler und -Trainer
- Charles Fraser-Smith (1904–1992), britischer Ingenieur
- Charles Alan Fraser (1915–1994), südafrikanischer Militär und Diplomat
- Clara Fraser (1923–1998), US-amerikanische Politikerin (FSP) und Frauenrechtlerin
- Colin Fraser (* 1985), kanadischer Eishockeyspieler
- Craig Fraser (* 1951), kanadischer Wissenschaftshistoriker
- Curt Fraser (* 1958), US-amerikanisch-kanadischer Eishockeyspieler und -trainer

### D
- David Fraser (1920–2012), britischer General
- Dawn Fraser (* 1937), australische Schwimmerin
- Dean Fraser (* 1957), jamaikanischer Saxophonist
- Delwin Fraser (* 1986), guyanischer Fußballspieler
- Donald Fraser (Politiker) (1927–2010), US-amerikanischer Politiker
- Donald Alexander Stuart Fraser (1925–2020), kanadischer Mathematiker, siehe D. A. S. Fraser
- Donald Hamilton Fraser (1929–2009), britischer Maler
- Donald M. Fraser (1924–2019), US-amerikanischer Politiker (Minnesota)
- Donna Fraser (* 1972), englische Leichtathletin
- Douglas Fraser (Gewerkschafter) (1916–2008), US-amerikanischer Gewerkschafter
- Douglas Fraser (Kunsthistoriker) (1929–1982), US-amerikanischer Kunsthistoriker und Archäologe
- Douglas M. Fraser (* 1953), US-amerikanischer General

### E
- Elisabeth Fraser (1920–2005), US-amerikanische Schauspielerin
- Elizabeth Fraser (* 1963), schottische Sängerin
- Erroll Fraser (1950–2002), Eisschnellläufer von den Britischen Jungferninseln
- Eugenie Fraser (1905–2002), schottisch-russische Autobiografin
- Evan Fraser (* 1973), britisch-kanadischer Geograph

### F
- Flora Fraser, 21. Lady Saltoun (1930–2024), britische Politikerin
- Frank Clarke Fraser (* 1920), kanadischer Mediziner
- Frankie Fraser († 2014), britischer Krimineller
- Frederic Charles Fraser (1880–1963), englischer Zoologe
- Frieda Fraser (1899–1994), kanadische Ärztin, Wissenschaftlerin und Hochschullehrerin

### G
- George MacDonald Fraser (1925–2008), englischer Autor
- George Willoughby Fraser (1866–1923), englischer Bauingenieur und Ägyptologe
- Gordon Fraser (* 1968), kanadischer Radrennfahrer
- Graham Fraser (1846–1915), kanadischer Unternehmer
- Greig Fraser (* 1975), australischer Kameramann
- Gretchen Fraser (1919–1994), US-amerikanische Skirennläuferin

### H
- Hadley Fraser (Robert Hugh Fraser; * 1980), britischer Schauspieler, Regisseur und Musiker
- Harold Fraser (Golfspieler) (1872–1945), US-amerikanischer Golfspieler
- Harold Fraser, eigentlicher Name von Snub Pollard (1889–1962), australischer Schauspieler und Komiker
- Helen Fraser (1881–1979), schottisch-britische Suffragette und Politikerin
- Henk Fraser (* 1966), niederländischer Fußballspieler und -trainer
- Herbert MacKay-Fraser (1927–1957), US-amerikanischer Automobilrennfahrer
- Hew Fraser (1877–1938), britischer Hockeyspieler
- Hugh Fraser (Politiker) (1918–1984), konservativer Politiker
- Hugh Fraser (Schauspieler) (* 1945), britischer Schauspieler
- Hugh Fraser (Leichtathlet) (* 1952), kanadischer Sprinter
- Hugh Fraser (Musiker) (1958–2020), kanadischer Jazzmusiker und Komponist

### I
- Iain Fraser (Fußballspieler) (* 1964), kanadischer Fußballspieler
- Iain Fraser (Eishockeyspieler) (* 1969), kanadischer Eishockeyspieler
- Ian Fraser, Baron Fraser of Lonsdale (1897–1974), britischer Politiker
- Ian Fraser, Baron Fraser of Tullybelton (1911–1989), britischer Richter
- Ian Fraser (Komponist) (1933–2014), britischer Komponist, Arrangeur und Dirigent
- Ian Fraser (Schriftsteller) (* 1962), südafrikanischer Schriftsteller, Dramatiker und Komiker
- Ian Fraser (Politikwissenschaftler) (* 1962), britischer Politikwissenschaftler
- Ingeborg Fraser (1928–1957), australische Turnerin

### J
- James Fraser (Orientalist) (1713–1754), schottischer Angestellter der East India Company
- James Fraser (Kapitän) († 1836), britischer Kapitän
- James Fraser (Bischof) (1818–1885), englischer Bischof
- James Fraser (Schauspieler) (* 1993), australischer Schauspieler
- James Baillie Fraser (1783–1856), schottischer Forschungsreisender und Autor
- James Earle Fraser (Bildhauer) (1876–1953), US-amerikanischer Bildhauer und Medailleur
- James Earl Fraser, kanadischer Historiker, siehe James E. Fraser
- James O. Fraser (1886–1938), britischer evangelischer Missionar
- Jamie Fraser (* 1985), kanadischer Eishockeyspieler
- Jane Fraser, Pseudonym von Rosamunde Pilcher
- Jane Fraser (Bankmanagerin) (* 1967), Managerin
- Janet Fraser (* 1955), britische Übersetzerin
- John Fraser (Bischof) (1429/1430–1507), schottischer Geistlicher, Bischof von Ross
- John Fraser (Botaniker) (1750–1811), britischer Botaniker
- John Fraser (Gärtner) (1821–1900), britischer Gärtner
- John Fraser (Pädagoge) (1827–1878), US-amerikanischer Soldat und Pädagoge
- John Fraser (Politiker, 1849) (1849–1928), kanadischer Politiker (Liberal Party)
- John Fraser (Fußballspieler, 1876) (1876–1952), schottischer Fußballspieler
- John Fraser (Fußballspieler, 1881) (1881–1959), kanadischer Fußballspieler
- John Fraser (Mediziner) (1885–1947), britischer Chirurg und Hochschullehrer
- John Fraser (Schauspieler) (1931–2020), britischer Schauspieler
- John Fraser (Politiker, 1934) (* 1934), britischer Politiker (Labour Party)
- John Fraser (Fußballspieler, 1936) (* 1936), schottischer Fußballspieler
- John Fraser (Fußballspieler, 1938) (1938–2011), nordirischer Fußballspieler
- John Fraser (Tennisspieler) (* 1942), australischer Tennisspieler
- John Fraser (Fußballspieler, 1953) (* 1953), englischer Fußballspieler
- John Fraser (Footballspieler) (* 1956), australischer Australian-Football-Spieler
- John Fraser (Fußballspieler, 1978) (* 1978), schottischer Fußballspieler
- John Fraser (Musikproduzent), US-amerikanischer Musikproduzent
- John Allen Fraser (1931–2024), kanadischer Politiker
- John Anderson Fraser (* 1944), kanadischer Journalist
- John Mary Fraser (1877–1962), kanadischer Missionar und Ordensgründer
- Jonna Fraser (* 1992), niederländischer Rapper
- Judith Fraser (* 1934), kanadische Cellistin

### K
- Keath Fraser (* 1944), kanadischer Schriftsteller
- Keith Fraser (* 1968), eswatinischer Skirennläufer
- Kristin Fraser (* 1980), US-amerikanische Eistänzerin

### L
- Laura Fraser (* 1975), schottische Filmschauspielerin
- Leon Fraser (1889–1945), US-amerikanischer Bankmanager
- Liam Fraser (* 1998), kanadischer Fußballspieler
- Lilian Ross Fraser (1908–1987), australische Botanikerin und Mykologin
- Liz Fraser (* 1933), englische Schauspielerin
- Louis Fraser (1819–1884), britischer Zoologe und Sammler

### M
- Malcolm Fraser (1930–2015), australischer Politiker
- Marcus Fraser (Golfspieler) (* 1978), australischer Golfspieler
- Marcus Fraser (Fußballspieler) (* 1994), schottischer Fußballspieler
- Mary Isabel Fraser (1863–1942), neuseeländische Schuldirektorin und Pädagogin, brachte die Kiwifrucht nach Neuseeland
- Mark Fraser (* 1986), kanadischer Eishockeyspieler
- Matt Fraser (* 1990), kanadischer Eishockeyspieler
- Muddy Fraser (Robert Scrivens; † 2012), kanadischer Bluesmusiker
- Murdo Fraser (* 1965), schottischer Politiker

### N
- Nancy Fraser (* 1947), US-amerikanische Politikwissenschaftlerin
- Neale Fraser (1933–2024), australischer Tennisspieler
- Nick Fraser (* 1976), kanadischer Jazz- und Improvisationsmusiker

### P
- Paul Fraser (* 1972), kanadischer Skeletonsportler
- Paula Newby-Fraser (* 1962), US-amerikanische Triathletin
- Peter Fraser (1884–1950), neuseeländischer Politiker
- Peter Fraser, Baron Fraser of Carmyllie (1945–2013), britischer Jurist und Politiker (Conservative Party)
- Peter Fraser (Biologe), Biologe
- Peter M. Fraser (1918–2007), britischer Althistoriker und Epigraphiker
- Phyllis Fraser (1916–2006), US-amerikanische Schauspielerin und Verlegerin

### R
- Richard Fraser (Schauspieler) (1913–1972), britisch-amerikanischer Schauspieler
- Richard Fraser, Baron Fraser of Kilmorack (1915–1996), britischer Politiker
- Robert Fraser (Mediziner) (Robert Gordon Fraser; 1921–2002), kanadisch-britischer Mediziner
- Robert Fraser (Kunsthändler) (1937–1986), britischer Kunsthändler und Galerist
- Robert Fraser (Anglist) (* 1947), britischer Anglist und Biograf
- Robert D. Fraser (1920–2000), US-amerikanischer Immobilien-Projektentwickler, Filmproduzent
- Robert Hugh Fraser (* 1980), britischer Schauspieler, Regisseur und Musiker, siehe Hadley Fraser
- Robin Fraser (* 1966), US-amerikanischer Fußballspieler
- Robbie Fraser (* 2003), schottischer Fußballspieler
- Ronald Fraser (Schauspieler) (1930–1997), britischer Schauspieler
- Ronald Fraser (Historiker) (1930–2012), britischer Historiker
- Ronald G. J. Fraser (Ronald George Juta Fraser; 1899–1985), britischer Physiker
- Ryan Fraser (* 1994), schottischer Fußballspieler

### S
- Sally Fraser (1932–2019), US-amerikanische Schauspielerin
- Sam Fraser (* 1998), australischer Schauspieler
- Sarah Loguen Fraser (1850–1933), US-amerikanische Medizinerin, erste Afroamerikanerin mit Abschluss am Syracuse University College of Medicine
- Scott Fraser (Fußballspieler, 1963) (* 1963), schottischer Fußballspieler
- Scott Fraser (Eishockeyspieler) (* 1972), kanadischer Eishockeyspieler
- Scott Fraser (Orientierungsläufer) (* 1986), britischer Orientierungsläufer
- Scott Fraser (Fußballspieler, 1995) (* 1995), schottischer Fußballspieler
- Shaune Fraser (* 1988), Schwimmer von den Cayman Islands
- Sheila Fraser (* 1950), kanadische Oberste Rechnungsprüferin
- Shelagh Fraser (1920–2000), britische Schauspielerin und Schriftstellerin
- Shelly-Ann Fraser-Pryce (* 1986), jamaikanische Leichtathletin
- Shona Fraser (* 1975), britische Musikjournalistin
- Simon Fraser (Rebell) (um 1270–1306), schottischer Ritter und Rebell
- Simon Fraser, 6. Lord Lovat (1572–1633), Lord von Lovat
- Simon Fraser, 11. Lord Lovat (1667–1747), Lord von Lovat
- Simon Fraser of Lovat (1726–1782), britischer General
- Simon Fraser of Balnain (1729–1777), britischer General
- Simon Fraser (Entdecker) (1776–1862), kanadischer Entdecker
- Simon Fraser (Politiker) (1832–1919), australischer Politiker
- Simon Fraser, 14. Lord Lovat (1871–1933), Lord von Lovat
- Simon Fraser, 15. Lord Lovat (1911–1995), Lord von Lovat
- Simon Fraser, 16. Lord Lovat (* 1977), Lord von Lovat
- Simon Fraser (Comiczeichner), britischer Comiczeichner
- Simon Fraser (Diplomat) (* 1958), britischer Diplomat und Regierungsbeamter
- Simon Fraser (Footballspieler) (* 1983), US-amerikanischer American-Football-Spieler
- Steve Fraser (* 1958), US-amerikanischer Ringer
- Susan Fraser (* 1966), britische Hockeyspielerin
- Suzie Fraser (* 1983), australische Wasserballspielerin

### T
- Thomas Fraser-Holmes (* 1991), australischer Schwimmer
- Thomas Richard Fraser (1841–1920), britischer Mediziner und Pharmakologe
- Tim Fraser, britischer Marineoffizier
- Tom Fraser (Thomas Fraser; 1911–1988), britischer Politiker

### W
- Warren Fraser (* 1991), bahamaischer Leichtathlet
- Wendy Fraser (* 1963), britische Hockeyspielerin
- William Fraser (Bischof, St Andrews) († 1297), schottischer Regent und Geistlicher, Bischof von St Andrews
- William Fraser (Bischof, Arichat) (1779–1851), britischer Geistlicher, römisch-katholischer Bischof von Antigonish
- William Fraser, 1. Baron Strathalmond (1888–1970), schottischer Geschäftsmann und Manager
- William Fraser (Baseballspieler) (* 1964), US-amerikanischer Baseballspieler
- William Augustus Fraser (1826–1898), britischer Politiker, Autor und Sammler
- William M. Fraser (* 1952), US-amerikanischer General